# Brétigny, Eure

Brétigny este o comună în departamentul Eure, Franța. În 1 ianuarie 2022 avea o populație de 142 de locuitori.